# Pavel Kolmačka
Pavel Kolmačka (* 8. října 1962 Praha) je český básník a prozaik. Svým civilně spirituálním básnickým dílem bývá řazen mezi pokračovatele reynkovského proudu české poezie.

## Život
Po gymnáziu absolvoval Fakultu elektrotechnickou ČVUT v Praze a posléze i religionistiku (náboženství archaických kultur přírodních národů) na Filozofické fakultě Masarykovy univerzity. V letech 1987–1992 pracoval mj. jako asistent ve firmě ČKD-Polovodiče, sanitář v ústavu sociální péče a v domově důchodců, poté se živil jako překladatel a středoškolský učitel. V letech 1992–1993 byl redaktorem katolického časopisu Velehrad. Publikoval v časopisech Vokno, Souvislosti či Revolver Revue. Žije s rodinou ve vesnici Chrudichromy u Boskovic.
V roce 2024 obdržel Státní cenu za literaturu.

## Dílo
Dosud publikoval několik básnických sbírek (viz níže) a román Stopy za obzor (nakl. Triáda, 2006). Jeho básnický výraz se od jazykové stylizace a "hrubě tesané" výrazové rozmáchlosti postupně přesouvá směrem k civilnosti, oproštěnosti a intimitě, v básních akcentuje okamžiky každodennosti, rodinného života, obzory důvěrně známé krajiny. Jeho básně byly přeloženy do několika evropských jazyků.
- Vlál za mnou směšný šos (Křesťanská akademie, KDM a Kruh, 1994)
- Viděl jsi, že jsi (Petrov, 1998)
- Stopy za obzor (román, Triáda, 2006)
- Moře (Triáda, 2010)
- Jedna věta (deníková próza, Revolver Revue 2012)
- Wittgenstein bije žáka (Triáda, 2014)
- Život lidí, zvířat, rostlin, včel (Triáda, 2018)[6]
- Canto ostinato: Listopad, prožitky blízké zimy (román, Triáda, 2023)